# JAK Members Bank
De JAK Members Bank (Zweeds: JAK Medlemsbank) is een coöperatieve bank in Zweden.
JAK is een acroniem voor Land Arbeid Kapitaal (Zweeds: Jord Arbete Kapital), de productiefactoren in de klassieke economie.
Deze bank werkt niet met rente en brengt alleen kosten in rekening voor leningen volgens het zogenaamde Fractional-reserve banking.
Er kan alleen geld uitgeleend worden wat ook als spaargeld is binnengekomen, dit heet Full-reserve banking.
De bank heeft ongeveer 38.000 leden.